# Minigniew
Minigniew – staropolskie imię męskie, złożone z członów Mini- ("minąć") oraz -gniew. Mogło oznaczać "tego, którego gniew szybko mija".
Minigniew imieniny obchodzi 25 września.